# Ustrój polityczny Meksyku
Meksyk jest wielopartyjną republiką związkową. Przez 71 lat od 1929 do 2000 r. Partia Rewolucyjno-Instytucjonalna (PRI) nieprzerwanie rządziła krajem, wygrywając wybory 14 razy z rzędu. Ostatecznie w 2000 r. wybory prezydenckie wygrał kandydat opozycyjnej Partii Akcji Narodowej (PAN) – Vicente Fox, uzyskując 43% głosów. Konstytucja Meksyku została przyjęta w 1917 r.

## Prezydent Meksyku– władza wykonawcza
Jest on wybierany w głosowaniu powszechnym na sześcioletnią kadencję (od 1934 r., wcześniej na kadencję czteroletnią), bez możliwości reelekcji. Kandydat na to stanowisko musi mieć co najmniej 35 lat, być obywatelem Meksyku od urodzenia i zamieszkiwać jego terytorium przez co najmniej 20 lat przed wyborem.
Prezydent:
- jest szefem rządu – mianuje ministrów i sekretarzy stanu,
- mianuje przedstawicieli dyplomatycznych Meksyku,
- jest najwyższym zwierzchnikiem sił zbrojnych; wypowiada wojnę i zawiera pokój,
- wydaje dekrety z mocą ustawy,
- za zgodą Senatu mianuje sędziów Sądu Najwyższego,
- ma prawo weta wobec ustaw uchwalonych przez Kongres,
- stosuje prawo łaski.

Obecnie (od 1 października 2024 r.) prezydentem jest Claudia Sheinbaum Pardo.

## Kongres – władza ustawodawcza
Parlament Meksyku – Kongres – jest dwuizbowy. Składa się z 500-osobowej Izby Deputowanych, wybieranej na trzyletnią kadencję (równocześnie z prezydentem i Senatem lub w połowie kadencji któregoś z tych organów) oraz z Senatu, składającego się ze 128 senatorów o kadencji sześcioletniej i wybieranego równocześnie z prezydentem.

## Sąd Najwyższy – władza sądownicza
Jest najwyższym sądem w Meksyku. Składa się z 10 sędziów, mianowanych przez prezydenta i zatwierdzanych przez Senat na piętnastoletnią kadencję (bez możliwości reelekcji) i przewodniczącego, wybieranego na kadencję czteroletnią. Kandydat na sędziego SN musi ukończyć 35 lat.